# Тёрнер, Флоренс
Фло́ренс Тёрнер (англ. Florence Turner; 6 января 1885[…], Нью-Йорк, Нью-Йорк — 28 августа 1946[…], Вудленд-Хиллз, Калифорния) — американская актриса театра и кино, менее известна как кинопродюсер и сценаристка. Одна из первых женщин в истории, которую стали называть «кинозвездой».

## Биография
Флоренс Тёрнер родилась 6 января 1885 года в Нью-Йорке. Её мать, Франсис Тёрнер (1856—1944), была актрисой театра и желала дочери такой же карьеры, поэтому с трёх лет девочка начала выступать на сцене. В 1906 году подписала контракт с киностудией Vitagraph, став гардеробщицей и кассиршей, но уже со следующего года начала регулярно сниматься в их фильмах. Жалованье актрисы в начале кинокарьеры составило 22 доллара (около 600 долларов в ценах 2021 года) в неделю. Первые годы Тёрнер была очень востребована и популярна, но вскоре на экране начали появляться новые звёзды: Джин Гонтье и Марин Саис с киностудии Kalem; Марион Леонард и Мэри Пикфорд (Biograph Studios); Флоренс Лоуренс (Biograph Studios и Independent Moving Pictures), поэтому в марте или апреле 1913 года она вместе со своим давним другом, режиссёром, сценаристом и дрессировщиком собак, Лоуренсом Тримблом, уплыла в Англию в поисках успеха и признания. Там они дуэтом стали выступать в лондонских мюзик-холлах. В 1914 году она открыла собственную кинокомпанию Turner Films, которая просуществовала около года, выпустив за это время около тридцати короткометражных лент.
Во время Первой мировой войны давала представления для развлечения солдат. Во время перемирия смогла вернуться в США, продолжила сниматься, но популярность она уже заметно потеряла. В 1920 году вернулась в Англию, где за четыре года снялась примерно в десятке картин, а в 1924 году снова уплыла на родину, перебравшись в Голливуд. До 1943 года нечасто снималась во второстепенных и эпизодических ролях без слов, так как голос актрисы оказался неподходящим для звукового кино — эти роли давала ей киностудия Metro-Goldwyn-Mayer в знак признания прошлых заслуг, чтобы Тёрнер имела хоть немного денег.
Флоренс Тёрнер скончалась 28 августа 1946 года в «Сельском доме кинематографистов» в Вудленд-Хиллз (Лос-Анджелес), практически всеми забытая. Тело актрисы было кремировано в крематории Часовни сосен.
«Флоренс Тёрнер была оригинальной невинной героиней, энергичной и находчивой, но все ещё чистой и девственной, которая брала пример с Джин Стрэттон-Портер и Элинор Портер, и установила стиль для Мэри Пикфорд, Бланш Свит и десятков других актрис позже». — Чарльз Хайам, «Искусство американских фильмов» (1973), стр. 8.

### Карьера
С трёх лет выступала на сценах варьете.
С 1907 по 1933 год снялась в 194 кинофильмах. В 1936 и 1943 годах появилась ещё в трёх лентах в эпизодических ролях без указания в титрах. В 13 из этих 197 случаев Тёрнер не была указана в титрах, в основном это относится к её ролям 1930-х годов. 136 из 197 картин, в которых она снялась, были короткометражными (в том числе все, за единичными исключениями, с 1907 по 1914 год).
С 1912 по 1915 год выступила сценаристкой к десяти лентам (восемь из них были короткометражными), в 1924 году также стала сценаристкой короткометражной картины Film Favourites.
С 1913 по 1916 год выступила продюсером к восемнадцати фильмам (девять из них были короткометражными).
В 1919 году единственный раз выступила как кинорежиссёр — короткометражная картина Oh, It's E.Z.

## Избранная фильмография
| В титрах указана - 1908 — Венецианский купец / The Merchant of Venice — Джессика (к/м) - 1908 — Макбет / Macbeth — гостья на банкете - 1909 — Сон в летнюю ночь / A Midsummer Night's Dream — Титания - 1910 — Двенадцатая ночь / Twelfth Night — Виола (к/м) - 1914 — ? / Daisy Doodad's Dial — Дейзи Дудэд - 1915 — Мой старый голландец / My Old Dutch — Сэл Грей - 1915 — Вдали от обезумевшей толпы / Far from the Madding Crowd — Вирсавия Эвердин - 1916 — Восток есть Восток / East Is East — Виктория Викерс - 1919 — Золото дураков / Fool's Gold — Констанс Харви - 1920 — Клеймо Лопеса / The Brand of Lopez — Лола Кастильо - 1925 — Не стоит близнецам встречаться / Never the Twain Shall Meet — Джулия - 1925 — Тёмный ангел / The Dark Angel — Роума - 1927 — Колледж / College — мать - 1927 — Китайский попугай / The Chinese Parrot — миссис Филлмор - 1928 — ? / The Pace That Kills — миссис Брэдли | В титрах не указана - 1924 — Джанис Мередит / Janice Meredith — служанка - 1928 — Возвращение / Walking Back — миссис Шуйлер - 1929 — Железная маска / The Iron Mask — аббатиса - 1930 — Король джаза / King of Jazz — актриса - 1932 — Знак креста / The Sign of the Cross — христианка - 1932 — Животное царство — массовка - 1936 — Одним дождливым днём / One Rainy Afternoon — массовка - 1943 — Тысячи приветствий / Thousands Cheer — мать на вокзале - 1914 — ? / Daisy Doodad's Dial - 1915 — Мой старый голландец / My Old Dutch - 1915 — Вдали от обезумевшей толпы / Far from the Madding Crowd - 1916 — Восток есть Восток / East Is East - 1914 — ? / Daisy Doodad's Dial |

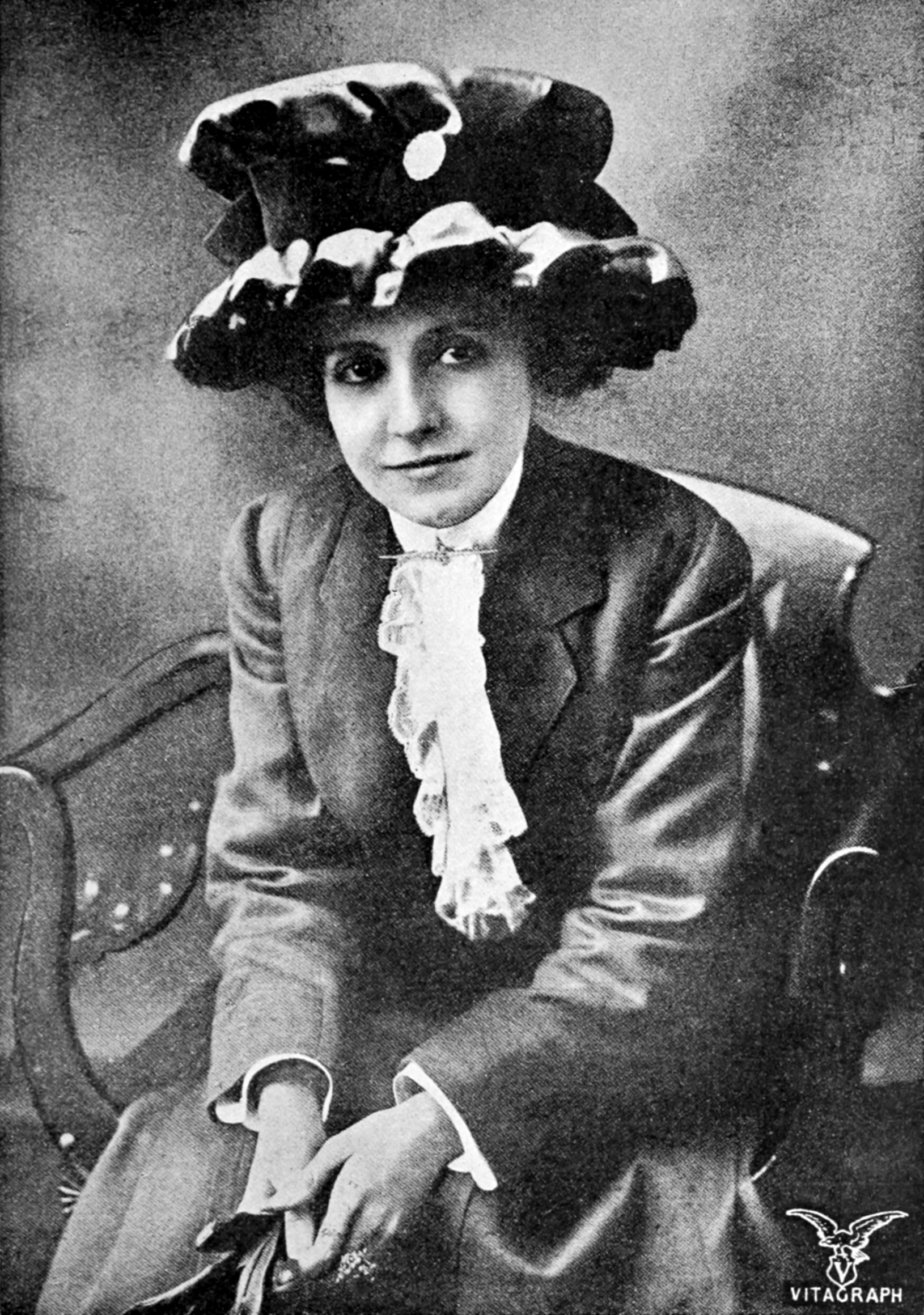
Фото 1912 г.
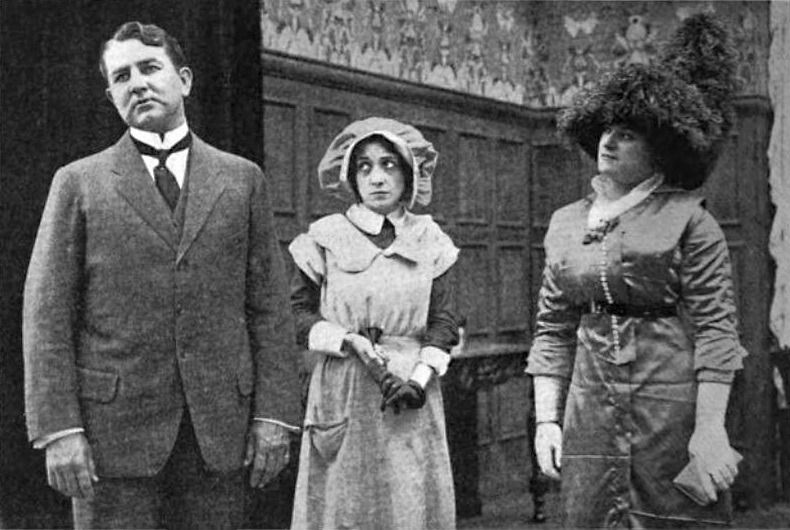
Кадр из фильма «Роза Суррея» (1913). Слева направо: Фрэнк Пауэлл, Флоренс Тёрнер, Миллисент Вернон.
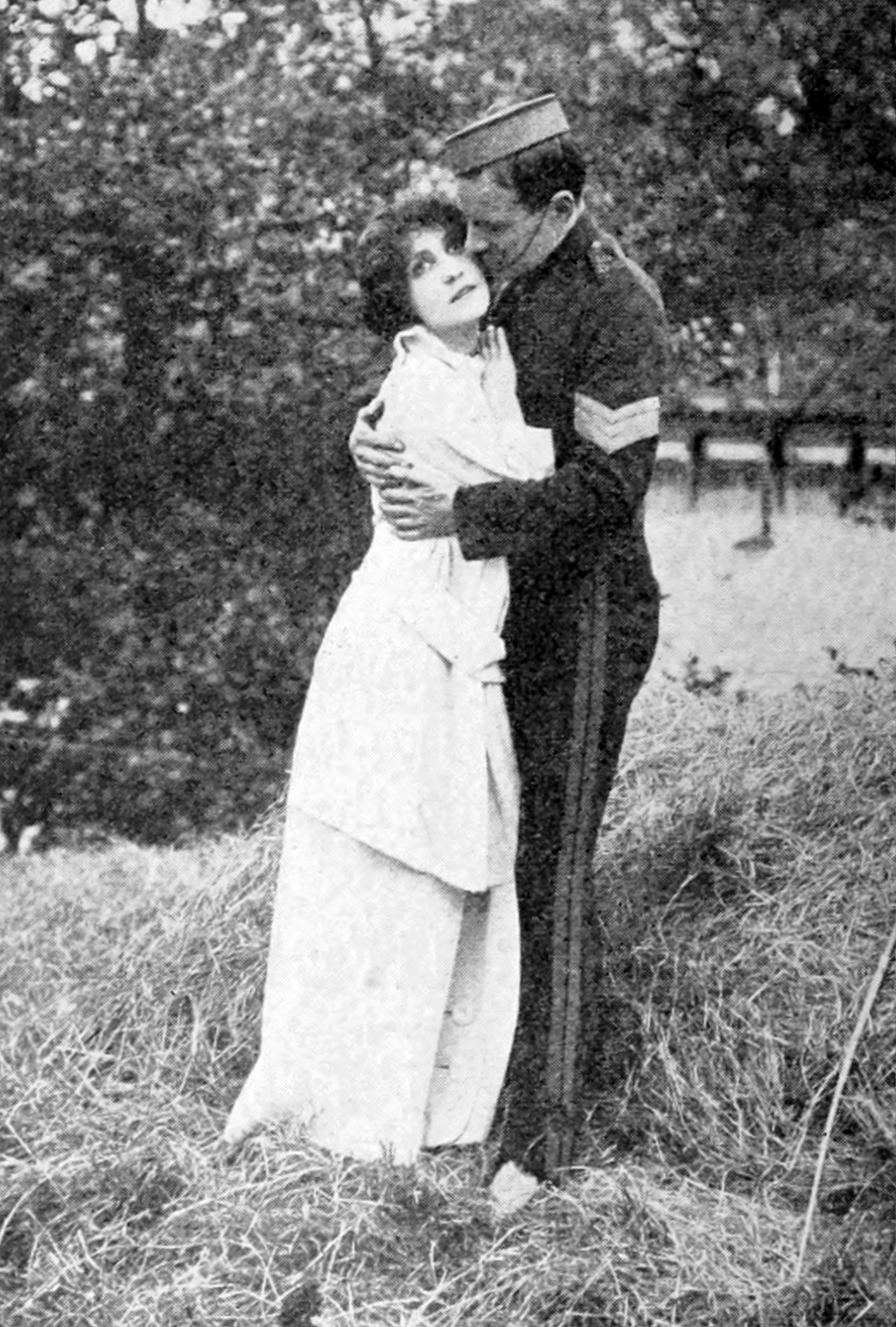
С Генри Эдвардсом[англ.] в фильме «Вдали от обезумевшей толпы[англ.]» (1915)
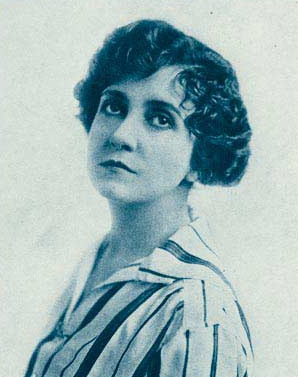
Фото 1920 г.